# Italia irredenta

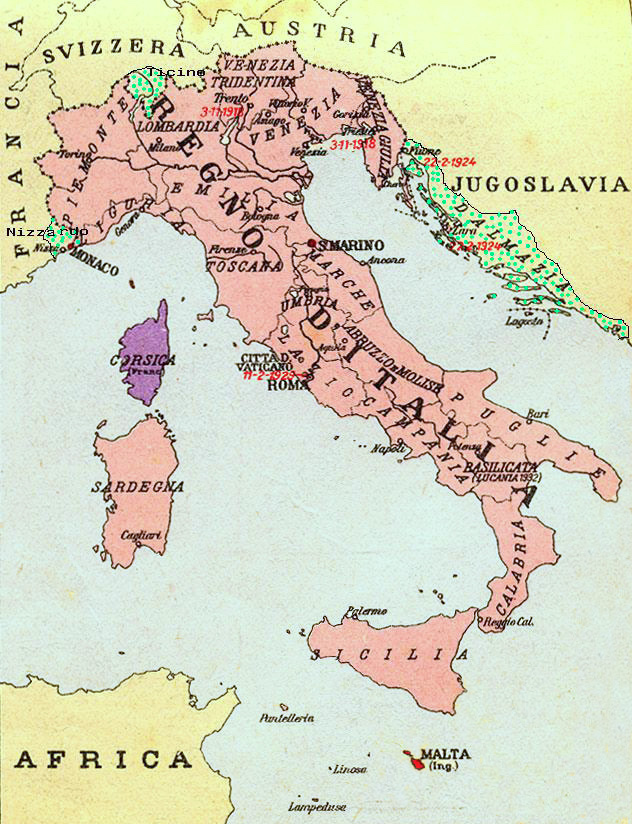
Karta från mellankrigstiden med Italien i rosa och Italia irredentia markerat i grönt, lila och rött.

Italia irredenta (it., "det ännu icke förlossade Italien") var en nationalistisk politisk rörelse i Italien under andra hälften av 1800-talet och första hälften av 1900-talet som syftade till att införliva områden utanför Italiens gränser där italiensk befolkning bodde. Har givit upphov till begreppet irredentism.
Italia irredenta innefattade egentligen alla de landsdelar i Europa, som hade italiensk befolkning, men inte blivit förenade med Italien. I vidsträckt mening inrymde detta begrepp i början av 1900-talet alltså de italienska delarna av Österrike (Sydtyrolen, Gorizia, Trieste, Istrien och Dalmatien), Schweiz (kantonen Ticino), Frankrike (Nice och Korsika) samt Malta och republiken San Marino. Vanligen menades emellertid med "Italia irredenta" blott de italienska länder, som tillhörde arvfienden Österrike. Ofta kallades själva strävandena för dessa provinsers erövring "Irredenta" och anhängarna av denna rörelse irredentister.
Sitt uppsving fick denna rörelse 1878. Berlinkongressens beslut att låta Bosnien-Hercegovina besättas av Österrike, utan att Italien erhöll motsvarande utvidgning, framkallade hos en betydande del av det italienska folket och främst hos det radikala partiet ett starkt missnöje. Med Menotti Garibaldi som ledare bildades i Rom 21 juli 1878 irredentisternas parti, vilket under de närmaste åren utvecklade en febril verksamhet och till och med efter den gamle Garibaldis metod försökte organisera friskaror, som på egen hand skulle "befria Italia irredenta". Till slut måste italienska regeringen inskrida och avstyra de mot Österrike-Ungern mest hotande och förolämpande yttringarna av irredentisternas verksamhet, och det så mycket mer som tanken på närmare anslutning till Tyskland och Österrike-Ungern började bli en av Italiens livsfrågor. Sedan Trippelalliansen tillkom, riktade sig irredentisternas agitation sig mot denna. Pressen och parlamentet var under denna tid de egentliga fälten för deras verksamhet; deras utåt kanske mest framträdande man som publicist och parlamentariker var länge Imbriani.
Som parti existerade irredentismen under 1900-talets första decennium knappast i Italiens politik; själva rörelsen var däremot fortfarande kraftig, men framträdde klokare och mer besinningsfullt. Dess mål verkade vara mera fjärran än på länge, men dess verksamhet uppvisade emellertid betydande resultat. Hela den starka väckelsen av italienskt nationalmedvetande i Österrikes italienska landsdelar var till stor del dess förtjänst. Rikliga penningmedel införskaffades i tysthet genom "irredentan" åt det italienska kulturarbetet i Tyrolen och
Trieste. Agitationen för ett italienskt universitet i Trieste var dess verk, och med aldrig svikande påpasslighet slogs alarm vid varje förment eller verklig kränkning av de österrikiska italienarnas nationella intressen. Mer än en gång blev svåra slitningar följden mellan Österrike och Italien, men Italien lyckades fram till första världskriget alltid försona sin mäktige allierade,
utan att behöva alltför skarpt bryta med irredentisterna.
Den italienska irredentismen tilltog med Första världskrigets utbrott 1914 högst betydligt i styrka och var den främsta anledningen till att Italien 1915 förklarade Österrike-Ungern krig. I den italienska armén kämpade många irredentister från Trentino och Trieste som frivilliga. Ett av krigets resultat blev införlivande med Italien av största delen av de åtrådda områdena. Irredentistprogrammet kunde dock inte helt genomföras i fråga om Dalmatien och Fiume. Irredentisternas verksamhet åren närmast efter Första världskriget inriktades mest åt det hållet, vilket tidtals rätt avsevärt grumlade Italiens förhållande till grannstaten Jugoslavien. Som den av Gabriele d'Annunzio ledda ockupationen av Rijeka (Fiume på italienska) 1919 där han utropade Ståthållardömet Carnaro som fortlevde till 1920 då italienska flottan bombade staden. När fascisterna under Benito Mussolini kommit till makten i Italien fördes en stark irredentiskisk politik både i ord och handling. Fristaten Fiume införlivades i Italien 1924. Albanien annekterades 1939.
Under Andra världskriget genomfördes hela irredentistprogrammet och mer därtill. År 1941 upprättades den nazityska marionettstaten Oberoende staten Kroatien, formellt ett italiensk protektorat 1941-1943 och med den italienska prinsen Aimone av Aosta som kung under namnet Tomislav II. När krigslyckan vände förlorade Italien området kring Trieste, som styrdes av segrarmakterna under namnet Fria territoriet Trieste fram till 1954 då Italien fick norra delen med staden Trieste och Jugoslavien fick södra delen.